# 曼格利西主教座堂

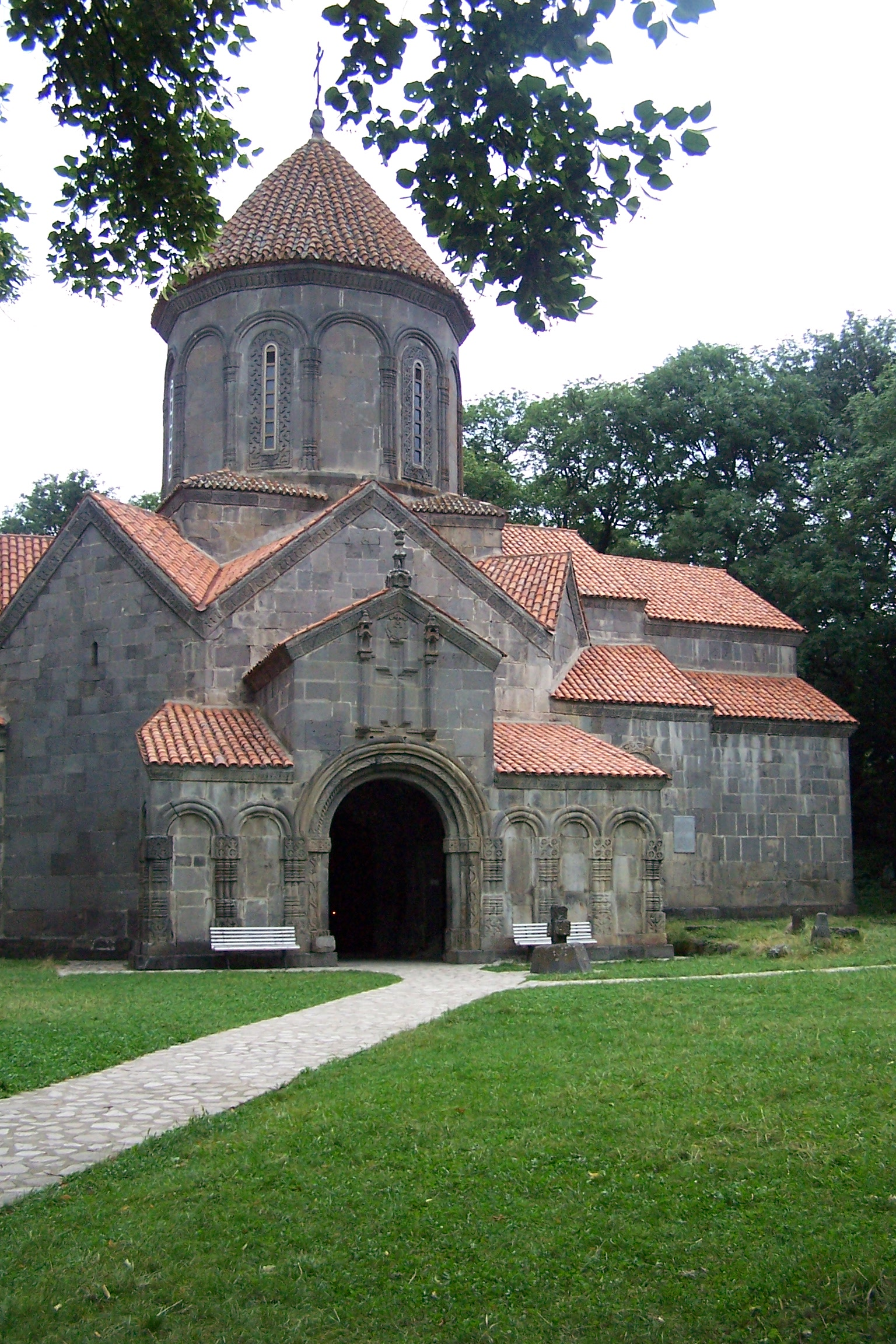
曼格利西主教座堂

曼格利西主教座堂是位於喬治亞城鎮曼格利西的一座喬治亞正教會的主教座堂。第一座教堂修建於4世紀。現在的曼格利西主教座堂修建於6至7世紀。在1002年時，教堂曾進行過一次大規模修繕。教堂的外形非常獨特。